# Zakó László
Zakó László (Zalaegerszeg, 1959. december 16. –) magyar bányamérnök, közgazdász, politikus, 1998 és 2002 között, illetve 2010-től 2014-ig országgyűlési képviselő (FKGP, MIÉP, majd Jobbik).

## Élete
Általános iskolai tanulmányait szülővárosában és Szolnokon végezte, majd 1978-ban érettségizett a szolnoki Varga Katalin Gimnáziumban. Egy éves, Marcaliban teljesített sorkatonai szolgálat után a miskolci Nehézipari Műszaki Egyetem hallgatója lett, ahol 1984-ben szerzett bányamérnöki diplomát. Kőolajkutató Vállalat Szegedi Üzemében helyezkedett el fúrómérnökként, majd 1989-ben a MOL Rt. Szegedi Bányászati Üzemének fúrási felügyelője lett. 1991-ben a Miskolci Egyetemen mérnök-közgazdász diplomát, majd 1996-ban Budapesten munkavédelmi szakmérnöki oklevelet szerzett. 1994-től 2000-ig a MOL Rt. Üdültetési és Szállodai Üzletág (1998-tól MOL Hotels Rt.) műszaki főmunkatársa volt Nagykanizsán, majd a TURUL 2000 Kft. ügyvezetője lett.
Politikai pályafutását 1998-ban kezdte, amikor a Független Kisgazda-, Földmunkás- és Polgári Párt felkérésére az országgyűlési választáson képviselőjelöltként indult Zala megye 2. számú, Nagykanizsa központú választókerületében, ahol a második fordulóban szerzett mandátumot. Az Országgyűlésben a gazdasági bizottság alelnöke, valamint az Ifjúsági és sport bizottság tagja lett. 1999 és 2001 között Torgyán József földművelésügyi és vidékfejlesztési miniszter képviseletében a Zala Megyei Területfejlesztési Tanács, a Zala Megyei Vállalkozásfejlesztési Alapítvány Mikrohitel Bizottsága és a Nyugat-Dunántúli Regionális Fejlesztési Tanács tagja volt. 2001 júniusában kilépett az FKGP frakciójából, és az év végéig független képviselőként tevékenykedett. Ekkor a Magyar Igazság és Élet Pártja frakciójának tagja lett, és a pártba is belépett. A 2002-es országgyűlési választáson a MIÉP országos listájának 14. helyén szerepelt, így nem szerzett mandátumot.
2002 és 2006 között önkormányzati képviselő volt Nagykanizsán, a gazdasági és városüzemeltetési bizottság munkájában vett részt. 2003 és 2006 között a MIÉP országos alelnöke volt. 2004-től a Kehida Termál Gyógy- és Élményfürdő műszaki igazgatójaként, illetve általános igazgatóhelyetteseként dolgozott. A 2006-os országgyűlési választáson a MIÉP – Jobbik a Harmadik Út országos listájának 8. helyén indult, így ismét nem szerzett mandátumot. 2008-ban rövid időre újra a MIÉP országos alelnöke volt, majd 2009-ben belépett a Jobbikba. A párt nagykanizsai alapszervezetének és Zala megyei választmányának elnöke, később regionális igazgatója lett.
A 2010-es országgyűlési választáson a Jobbik Zala megyei listájáról jutott a parlamentbe, az Országgyűlésben a sport- és turizmusbizottság alelnöke lett. A 2014-es országgyűlési választáson már nem szerzett mandátumot. A 2019-es önkormányzati választásokat követően a Nagykanizsa Vagyongazdálkodási és Szolgáltató Zrt. vezérigazgatójává nevezték ki.
Felesége 1983-tól Menyhért Ibolya pedagógus, két gyermekük született.